# Georg Ots
Georg Ots (ur. 21 marca 1920 w Piotrogrodzie, zm. 5 września 1975 w Tallinnie) – estoński śpiewak (baryton).

## Życiorys
Przez pewien czas służył w marynarce wojennej. Uczył się śpiewu wraz z barytonem Aleksandrem Arderem w Jarosławiu, gdzie podczas wojny ZSRR z Niemcami znajdowało się estońskie centrum kulturowe, później został członkiem chóru Estońskiego Teatru Narodowego w Tallinnie. Jako solista operowy debiutował w 1944 w Eugeniuszu Onieginie. Wkrótce stał się jednym z najbardziej szanowanych śpiewaków operowych w Estońskiej SRR. Był solistą opery w Tallinnie, śpiewał w językach estońskim, rosyjskim, fińskim, włoskim i francuskim. Występował m.in. w operach Mozarta, Verdiego i Czajkowskiego i wykonywał utwory wokalne Schuberta i Musorgskiego oraz piosenki, a także partie wokalne w muzyce filmowej w filmach produkowanych w Estońskiej SRR. Śpiewał m.in. partie księcia Jeleckiego w Damie pikowej, Escamillo w Carmen, Renato w Balu maskowym, Papageno w Czarodziejskim flecie, Jago w Otellu, Porgy’ego w Porgy and Bess, Figara w Weselu Figara i partie w operach Don Giovanni i Rigoletto. W 1951 wystąpił w pierwszym estońskim filmie kolorowym, Valgus Koordis, grał też w kilku innych filmach.

## Odznaczenia i nagrody
- Nagroda Państwowa ZSRR (1968)
- Nagroda Stalinowska (dwukrotnie, 1950 i 1952)
- Ludowy Artysta ZSRR (1960)
- Ludowy Artysta Estońskiej SRR (1956)
- Order Lenina (1970)
- Order Czerwonego Sztandaru Pracy (1956)
- Order Znak Honoru (1950)
- Medal 100-lecia urodzin Lenina (1970)[1]

I inne.
Pochowany na cmentarzu Metsakalmistu w Tallinnie.